# Виа Кавур
Виа Кавур (итал. Via Cavour) — улица в Риме. Расположена в районе Кастро-Преторио и названа в честь графа Камилло Бензо ди Кавура.
Виа Кавур проходит от Пьяцца дей Чинквеченто перед железнодорожной станцией Термини до Римского форума. На ней расположены термы Диоклетиана и церковь Санта-Мария-Маджоре. Улица проходит рядом с базиликой Сан-Пьетро-ин-Винколи. Виа Кавур обслуживается станциями метро Термини и Кавур Линии B Римского метрополитена. Фасад первого постоянного здания вокзала Термини выходил на эту улицу.